# Wolfsbarsche
Die Wolfsbarsche (Moronidae) oder Streifenbarsche sind eine Familie mit zwei Gattungen und sechs Arten mit unterschiedlichem Verbreitungsgebiet.

## Merkmale
Die Tiere werden 45 cm bis zwei Meter groß. Die Fische sind silbrig mit sieben bis acht Längsstreifen auf den Flanken. Ihr Körper ist mäßig langgestreckt und seitlich etwas abgeflacht. Kopf und Körper sind mit großen Kammschuppen bedeckt. Auf dem Kiemendeckel haben sie zwei kurze Stacheln. Der Vorkiemendeckel ist rund und leicht gesägt. Das Maul ist groß, das Maxillare ausgedehnt, ein Supramaxillare fehlt. Im Maul befinden sich Reihen kleiner, konischer Zähne. Spezielle Fangzähne fehlen. Auch die Zungenbasis ist mit zwei Reihen kleiner Zähne versehen, ferner finden sich Zähne auf dem Pflugscharbein (Vomer) und dem Gaumenbein (Palatinum). Die Anzahl der Branchiostegalstrahlen liegt bei sieben. Von insgesamt 25 Wirbeln sind 12 Rumpfwirbel und 13 hinter dem Anus liegende Schwanzwirbel.
Das Seitenlinienorgan ist durchgehend und reicht bis zur Basis der Schwanzflosse. Es wird von 50 bis 72 mit Poren versehenen Schuppen begleitet. Die Schwimmblase reicht bis in einen Hohlraum des ersten Flossenstrahlenträgers (Pterygiophor) der Afterflosse.
Die Rückenflosse ist deutlich durch eine Einbuchtung geteilt. Der letzte Flossenstachel befindet sich in der zweiten Rückenflosse. Die Afterflosse liegt unterhalb oder hinter dem weichstrahligen Teil der Rückenflosse. Die Brustflossen sind klein und unsymmetrisch, die oberen Flossenstrahlen sind länger. Die Schwanzflosse ist gegabelt und an ihrer Basis stark beschuppt. Sie wird von acht bis neun Flossenstrahlen gestützt, davon sind sieben bis acht verzweigt.
Flossenformel: Dorsale 1 VIII–X, Dorsale 2 I/10–13, Anale III/9–12, Pectorale 15–18, Ventrale I/5.

## Verbreitung, Gattungen und Arten
Es gibt zwei Gattungen mit insgesamt sechs Arten. Die vier Arten der Gattung Morone leben in Nordamerika in Flüssen, die in den Atlantik und den Golf von Mexiko fließen. Die beiden Arten der Gattung Dicentrarchus sind marin. Sie leben im Ostatlantik von Norwegen und Island bis zum Senegal, bei den Kanarischen Inseln, im Mittel- und im Schwarzen Meer sowie in jüngster Zeit in der Nordsee.
- Gattung Dicentrarchus

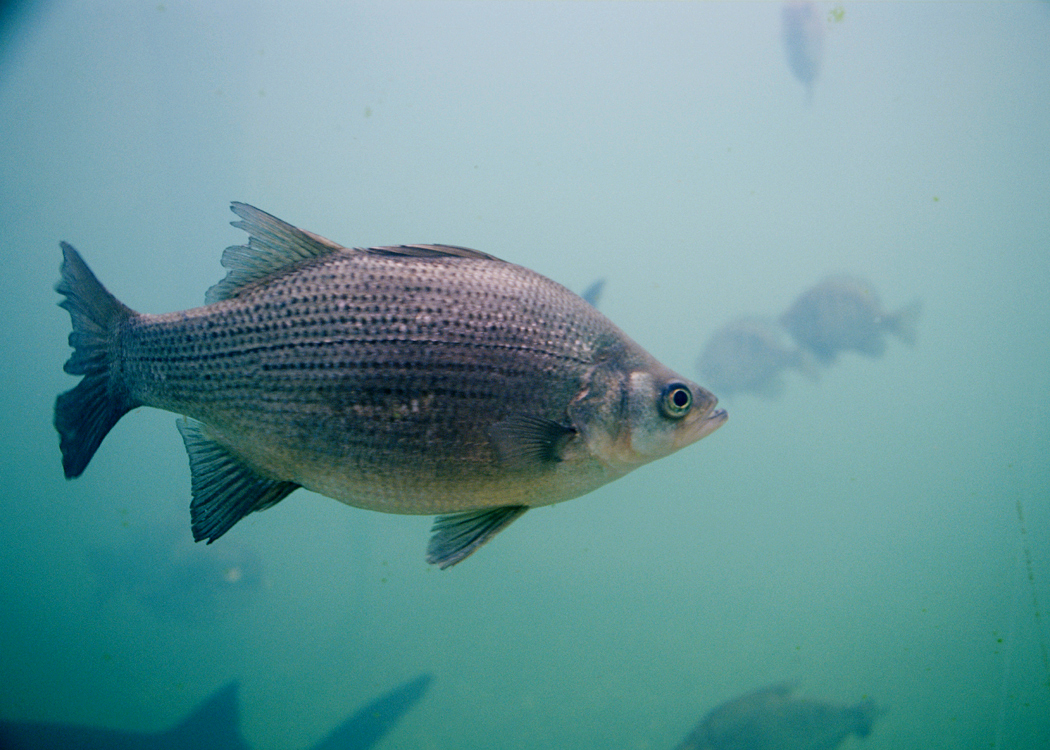
Morone chrysops

  - Europäischer Wolfsbarsch (Dicentrarchus labrax (Linnaeus, 1758))
  - Gefleckter Wolfsbarsch (Dicentrarchus punctatus (Bloch, 1792))
- Gattung Morone
  - Morone americana (Gmelin, 1789)
  - Morone chrysops (Rafinesque, 1820)
  - Morone mississippiensis Jordan & Eigenmann in Eigenmann, 1887
  - Morone saxatilis (Walbaum, 1792)

## Systematik
Die Familie der Wolfsbarsch wurde 1896 durch die US-amerikanischen Ichthyologen David Starr Jordan und Barton Warren Evermann eingeführt. Wie viele andere Familien gehörte sie lange Zeit zur Ordnung der Barschartigen (Perciformes), die in ihrer ursprünglichen Zusammensetzung aber ein polyphyletisches Sammeltaxon waren. Nach Betancur-R. und Mitarbeitern ist die Familie Moronidae die Schwestergruppe einer von den Spatenfischen (Ephippidae) und den Sichelfischen (Drepaneidae) gebildeten Klade. Für eine Ordnung, die sowohl die Wolfsbarsche als auch Spatenfische und Sichelfische umfasst, wurde der Name Moroniformes vorgeschlagen. Die Wahrscheinlichkeit, dass dieses nach der Bootstrap-Methode berechnete Schwestergruppenverhältnisses zutrifft, liegt aber lediglich bei 63 %. Sowohl Spatenfische als auch Sichelfische wurden 2019 aufgrund von morphologischen Merkmalen den Doktorfischartigen (Acanthuriformes) zugeordnet, seit 2021/22 werden auch die Wolfsbarsche aufgrund molekularbiologischer Untersuchungen in die Ordnung der Doktorfischartigen gestellt.

## Nutzung
Einige Arten werden als Speisefische für die menschliche Ernährung genutzt:
- Europäischer Wolfsbarsch: bedeutender Speisefisch, in der Küchensprache auch branzino oder Loup de mer genannt.
- Gefleckter Wolfsbarsch: kein Hauptzielfisch des kommerziellen Fischfangs, Sportfischer stellen ihm allerdings nach.

## Fossilbefund
Ein fossiler Wolfsbarsch der Gattung Morone aus dem Oligozän wurde bei Wiesbaden gefunden und Priscacara mit mehreren tausend Funden eine der häufigsten Fischgattungen im nordamerikanischen, eozänen Fossil Butte Member wird heute in die Familie der Wolfsbarsche gestellt.